# Аккайин (Махамбетський район)
Аккайи́н (каз. Аққайың) — село у складі Махамбетського району Атирауської області Казахстану. Входить до складу Бейбариського сільського округу.
У радянські часи село називалося Сорочинка.
Населення — 78 осіб (2021; 89 у 2009, 130 у 1999, 174 у 1989).